# 日テレ系音楽の祭典 Premium Music
『日テレ系音楽の祭典 Premium Music』（にっテレけいおんがくのさいてんプレミアムミュージック）は、2020年3月25日から日本テレビ系列で毎年春頃に放送されていた音楽番組・特別番組である。番組名の末尾には放送年の西暦が入る。2020年5月30日には『Premium Music 特別編』（プレミアムミュージックとくべつへん）として放送された。

## 概要
2001年より年末に放送されている『日テレ系音楽の祭典 ベストアーティスト』、2013年より夏に放送されている『THE MUSIC DAY』に続く日テレ系大型音楽特別番組の第3弾。
「今、一番聴きたい曲がここにある。」「あなたを今へ、昔へ、連れていきます。」をテーマに、時代を超えて残したい名曲「Premium Music」を日本テレビの秘蔵映像と生歌唱で披露する。
『日テレ系音楽の祭典』シリーズの司会は櫻井翔（嵐）であるが、本番組の司会は毎回異なるタレントが務める。
2020年3月25日に放送された第1弾は2020年4月クール（後に6月27日に延期）の土曜ドラマ『未満警察 ミッドナイトランナー』でW主演を務めた中島健人（Sexy Zone）と平野紫耀（King & Prince）がシリーズで初めて司会を務めた。2人が所属するSexy ZoneとKing & Princeはトリも担当した。同年5月30日には『特別編』も放送された。
2021年3月24日には第2弾を放送。司会は同年1月クールの土曜ドラマ『レッドアイズ 監視捜査班』で主演を務めた亀梨和也（KAT-TUN）と共演の松下奈緒が務めた。亀梨が音楽番組の司会を務めるのは本番組が初となった。亀梨が所属するKAT-TUNはトリも担当した。
2022年3月30日には第3弾を放送。司会は永瀬廉（King & Prince）と上白石萌歌が務めた。
第1弾・特別編・第2弾では無観客開催だったが、第3弾では有観客での開催となった。
2023年3月22日には第4弾を放送。司会は永瀬廉（King & Prince）と芳根京子が務めた。永瀬が所属するKing & Princeは第1弾・特別編以来となるトリも担当した。

## コーナー
第1弾（2020年）
- カラオケソングヒストリー
- ドラマ主題歌ヒストリー
- 女性シンガーヒストリー
- 秋元康の音楽ヒストリー
- ジャニーズ56年のヒストリー
- 松任谷由実スペシャルドラマ

特別編（2020年）
- もう一度聴きたいプレミアム応援歌
- いつかみんなで盛り上がりたいプレミアムカラオケソング
- ジャニーズメッセージ曲メドレー
- 時代を彩る女性アーティスト
- もう一度みたい！プレミアムステージ
- 秋元康プレミアムヒストリー
- 時代をこえて残したい名曲メドレー

第2回（2021年）
- 震災から10年 コロナ禍の日本にパワーを送るプレミアム応援歌
- ヒットメーカーヒストリー
- ジャニーズ史上初ヒストリー
- 女性歌手スペシャルドラマ

第3弾（2022年）
第4弾（2023年）

## 各回の放送概要
| 放送回 | 放送日        | 曜日   | 放送時間      | タイトル                                | 司会     | 進行       | 進行                  | トリ                    | 会場                   | 世帯視聴率 |
| ------ | ------------- | ------ | ------------- | --------------------------------------- | -------- | ---------- | --------------------- | ----------------------- | ---------------------- | ---------- |
| 1      | 2020年3月25日 | 水曜日 | 19:00 - 22:54 | 日テレ系音楽の祭典 Premium Music 2020   | 中島健人 | 平野紫耀   | 徳島えりか 滝菜月     | King & Prince Sexy Zone | 日本テレビ番町スタジオ | 12.5 %     |
| 特別編 | 2020年5月30日 | 土曜日 | 19:00 - 22:54 | 日テレ系音楽の祭典 Premium Music 特別編 | 中島健人 | 平野紫耀   | 徳島えりか 滝菜月     | King & Prince Sexy Zone | 日本テレビ番町スタジオ | 12.8 %     |
| 2      | 2021年3月24日 | 水曜日 | 19:00 - 22:54 | 日テレ系音楽の祭典 Premium Music 2021   | 亀梨和也 | 松下奈緒   | 徳島えりか 滝菜月     | KAT-TUN                 | 日本テレビ番町スタジオ | 11.9 %     |
| 3      | 2022年3月30日 | 水曜日 | 19:00 - 22:54 | 日テレ系音楽の祭典 Premium Music 2022   | 永瀬廉   | 上白石萌歌 | 徳島えりか            | （別途記載）            | TOKYO DOME CITY HALL   | 10.1 %     |
| 4      | 2023年3月22日 | 水曜日 | 19:00 - 22:54 | 日テレ系音楽の祭典 Premium Music 2023   | 永瀬廉   | 芳根京子   | 徳島えりか 岩田絵里奈 | King & Prince           | 日本テレビ番町スタジオ | 6.9%       |

補足
- 視聴率はビデオリサーチ調べ、関東地区・世帯・リアルタイム。
- 赤数字は最高視聴率、青数字は最低視聴率。
- 徳島、滝、岩田は日本テレビアナウンサー。
- 第3弾のトリは生歌唱では大黒摩季、過去映像では尾崎紀世彦が務めた。

## 出演者

### 司会
第1弾（2020年）
- 中島健人（Sexy Zone）
- 平野紫耀（当時King & Prince）

特別編（2020年）
- 中島健人（Sexy Zone）
- 平野紫耀（当時King & Prince）

第2弾（2021年）
- 亀梨和也（KAT-TUN）
- 松下奈緒

第3弾（2022年）
- 永瀬廉（King & Prince）
- 上白石萌歌

第4弾（2023年）
- 永瀬廉（King & Prince）
- 芳根京子

### 進行
第1弾（2020年）
- 徳島えりか（日本テレビアナウンサー）
- 滝菜月（日本テレビアナウンサー）

特別編（2020年）
- 徳島えりか（日本テレビアナウンサー）
- 滝菜月（日本テレビアナウンサー）

第2弾（2021年）
- 徳島えりか（日本テレビアナウンサー）
- 滝菜月（日本テレビアナウンサー）

第3弾（2022年）
- 徳島えりか（日本テレビアナウンサー）

第4弾（2023年）
- 徳島えりか（日本テレビアナウンサー）
- 岩田絵里奈（日本テレビアナウンサー）

### ゲスト
第1弾（2020年）
- 澤部佑（ハライチ）
- 浜辺美波
- 近藤春菜（ハリセンボン）
- 古坂大魔王

第2弾（2021年）
- 古市憲寿
- 本田望結
- 田中圭
- 生見愛瑠
- 竹内涼真
- 中条あやみ

第3弾（2022年）
第4弾（2023年）

### 歌唱アーティスト
第1弾（2020年）
- AKB48
- KAT−TUN
- King & Prince
- 小柳ゆき
- 島谷ひとみ
- スキマスイッチ
- Sexy Zone
- DA PUMP
- D-51
- 夏川りみ
- 乃木坂46
- Little Glee Monster

第2弾（2021年）
- いきものがかり
- 宇野実彩子
- AKB48
- KAT-TUN
- 倉木麻衣
- ジュディ・オング
- Sexy Zone
- DA PUMP
- NiziU
- 乃木坂46
- 平原綾香
- Little Glee Monster

第3弾（2022年）
第4弾（2023年）

### ナレーター
- 林田尚親

## ネット局
| 放送対象地域   | 放送局                    | 系列                          | ネット状況 |
| -------------- | ------------------------- | ----------------------------- | ---------- |
| 関東広域圏     | 日本テレビ（NTV）         | 日本テレビ系列                | 制作局     |
| 北海道         | 札幌テレビ（STV）         | 日本テレビ系列                | 同時ネット |
| 青森県         | 青森放送（RAB）           | 日本テレビ系列                | 同時ネット |
| 岩手県         | テレビ岩手（TVI）         | 日本テレビ系列                | 同時ネット |
| 宮城県         | ミヤギテレビ（MMT）       | 日本テレビ系列                | 同時ネット |
| 秋田県         | 秋田放送（ABS）           | 日本テレビ系列                | 同時ネット |
| 山形県         | 山形放送（YBC）           | 日本テレビ系列                | 同時ネット |
| 福島県         | 福島中央テレビ（FCT）     | 日本テレビ系列                | 同時ネット |
| 山梨県         | 山梨放送（YBS）           | 日本テレビ系列                | 同時ネット |
| 新潟県         | テレビ新潟（TeNY）        | 日本テレビ系列                | 同時ネット |
| 長野県         | テレビ信州（TSB）         | 日本テレビ系列                | 同時ネット |
| 静岡県         | 静岡第一テレビ（SDT）     | 日本テレビ系列                | 同時ネット |
| 富山県         | 北日本放送（KNB）         | 日本テレビ系列                | 同時ネット |
| 石川県         | テレビ金沢（KTK）         | 日本テレビ系列                | 同時ネット |
| 福井県         | 福井放送（FBC）           | 日本テレビ系列                | 同時ネット |
| 中京広域圏     | 中京テレビ（CTV）         | 日本テレビ系列                | 同時ネット |
| 近畿広域圏     | 読売テレビ（ytv）         | 日本テレビ系列                | 同時ネット |
| 鳥取県・島根県 | 日本海テレビ（NKT）       | 日本テレビ系列                | 同時ネット |
| 広島県         | 広島テレビ（HTV）         | 日本テレビ系列                | 同時ネット |
| 山口県         | 山口放送（KRY）           | 日本テレビ系列                | 同時ネット |
| 徳島県         | 四国放送（JRT）           | 日本テレビ系列                | 同時ネット |
| 香川県・岡山県 | 西日本放送（RNC）         | 日本テレビ系列                | 同時ネット |
| 愛媛県         | 南海放送（RNB）           | 日本テレビ系列                | 同時ネット |
| 高知県         | 高知放送（RKC）           | 日本テレビ系列                | 同時ネット |
| 福岡県         | 福岡放送（FBS）           | 日本テレビ系列                | 同時ネット |
| 長崎県         | 長崎国際テレビ（NIB）     | 日本テレビ系列                | 同時ネット |
| 熊本県         | くまもと県民テレビ（KKT） | 日本テレビ系列                | 同時ネット |
| 大分県         | テレビ大分（TOS）         | 日本テレビ系列 フジテレビ系列 | 同時ネット |
| 鹿児島県       | 鹿児島読売テレビ（KYT）   | 日本テレビ系列                | 同時ネット |